# Walsh (Alberta)
Pour les articles homonymes, voir Walsh.
Walsh est un hameau (hamlet) du comté de Cypress, situé dans la province canadienne d'Alberta.

## Démographie
En tant que localité désignée dans le recensement de 2011, Walsh a une population de 58 habitants dans 27 de ses 31 logements, soit une variation de 5.5% par rapport à la population de 2006. Avec une superficie de 1,421 5 km2, le hameau possède une densité de population de 40,802 0 hab/km2 en 2011.
Concernant le recensement de 2006, Walsh abritait 55 habitants dans 24 de ses 32 logements. Avec une superficie de 1,421 5 km2, le hameau possédait une densité de population de 38,7 hab/km2 en 2006.